# Christina Sandberg
Christina Sandberg (11 gennaio 1948) è un'ex tennista svedese.

## Carriera
In carriera ha vinto un titolo di doppio, il Dutch Open nel 1971, in coppia con l'olandese Betty Stöve. Nei tornei del Grande Slam ha ottenuto il suo miglior risultato raggiungendo i quarti di finale nel singolare agli Australian Open nel 1970, e di doppio sempre agli Australian Open nello stesso anno e all'Open di Francia nel 1971.
In Fed Cup ha giocato un totale di 25 partite, ottenendo 14 vittorie e 11 sconfitte.

## Statistiche

### Singolare

#### Finali perse (1)
| Numero | Anno           | Torneo                | Superficie | Avversaria in finale | Punteggio |
| 1.     | 15 agosto 1971 | Dutch Open, Hilversum |            | Evonne Goolagong     | 6-8, 3-6  |

### Doppio

#### Vittorie (1)
| Numero | Anno           | Torneo                | Superficie | Compagna    | Avversarie in finale              | Punteggio |
| 1.     | 15 agosto 1971 | Dutch Open, Hilversum |            | Betty Stöve | Katja Ebbinghaus Gertruida Walhof | 6-1, 6-2  |